# Louis-Édouard Besson
Louis-Édouard Besson (9 juin 1783 à Dijon - 19 janvier 1865 à Paris), est un homme politique français. Amateur de musique, il est également connu pour sa collection d'instruments, comportant notamment le Stradivarius Provigny ainsi que plusieurs autres instruments à cordes frottées de qualité et des archets (dont des modèles réalisés par François Xavier Tourte.

## Biographie
Fils de Claude-Louis Besson et de Henriette Cousin de Méricourt, Louis-Édouard Besson entre à l'École polytechnique.
Auditeur au Conseil d'État de 1802 à 1809, il est secrétaire général de la préfecture de la Seine du 13 avril 1812 à 1815 et promu maître des requêtes le 29 juin 1814.
À la Restauration, Louis-Édouard Besson succède à son père comme administrateur des Messageries royales.
Membre du conseil général de la Seine sous la monarchie de Juillet, Louis-Édouard Besson en devient président. Il est élevé à la pairie le 11 octobre 1832 et préside le conseil municipal de Paris de 1834 à 1848.
Il est colonel de la garde nationale de Paris et président des Messageries maritimes de 1852 à 1861.

## Collection d'instruments de musique
Louis-Édouard Besson collectionne les instruments à cordes frottées. Il est notamment le propriétaire du Stradivarius Provigny, qu'il acquiert en 1827,.
À la mort de Louis-Édouard Besson, sa fille Palmyre Anaclette hérite des instruments. Elle les conserve jusqu'à son décès en 1908. Sans enfant, elle lègue la collection au Conservatoire de Paris (désormais Musée de la musique, Cité de la musique),.

## Vie privée
Louis-Édouard Besson a une fille, Palmyre Anaclette. Celle-ci épouse Alexandre André de Provigny en 1850.